# Средняя Якушка
Средняя Якушка — село в Новомалыклинском районе Ульяновской области России. Административный центр Среднеякушкинского сельского поселения.

## География
Село находится в восточной части Левобережья, в лесостепной зоне, на правом берегу реки Большой Авраль, на расстоянии примерно 7 километров (по прямой) к юго-западу от села Новая Малыкла, административного центра района. Абсолютная высота — 71 метр над уровнем моря.
Климат
Климат характеризуется как умеренно континентальный, с тёплым летом и умеренно холодной зимой. Средняя температура воздуха самого тёплого месяца (июля) — 20 °C (абсолютный максимум — 39 °C); самого холодного (января) — −13,8 °C (абсолютный минимум — −47 °C). Продолжительность безморозного периода составляет в среднем 131 день. Среднегодовое количество атмосферных осадков составляет 406 мм. Снежный покров образуется в конце ноября и держится в течение 145 дней.
Часовой пояс
Село Средняя Якушка, как и вся Ульяновская область, находится в часовой зоне МСК+1. Смещение применяемого времени относительно UTC составляет +4:00.

## История
В 1780 году, при создании Симбирского наместничества, деревня Средняя Якушкина, крещеных чуваш, вошла в состав Ставропольского уезда. 
В 1930 году в селе был организован колхоз «Дубравка». В марте 1958 года был принят Закон  «О дальнейшем развитии колхозного строя и реорганизации машинно-тракторных станций». В исполнении этого Закона была расформирована Новомалыклинская МТС, а на её базе был создан укрупненный колхоз, куда вошёл колхоз «Дубравка», который стал производственным участком № 2 колхоза «Родина». В 1975 году в селе было начато строительство межхозяйственного свиноводческого комплекса на 24 тыс. голов. Кроме самого комплекса был возведён целый городок из двухэтажных 16-ти квартирных домов, садик, школа, административное здание, стадион, были проложены асфальтные дороги, газифицировано не только свинокомплекс, но и всё село. В 1986 году свинокомплекс был объединён с колхозом «Родина».

## Население
| 1859 | 1889  | 1897  | 1910  | 2010 |
| ---- | ----- | ----- | ----- | ---- |
| 1114 | ↗1776 | ↘1638 | ↗2245 | ↘745 |

В 1780 году 105 ревизских душ.
Национальный состав
Согласно результатам переписи 2002 года, в национальной структуре населения чуваши составляли 43 % из 815 чел., русские — 35 %.

## Достопримечательности
- 24 сентября 1967 года в селе торжественно открыт памятник землякам — 153 воинам, не вернувшимся с Великой Отечественной войны.
- Сохранился объект культурного наследия (памятник истории и культуры) «Дом крестьянина Панкратова», построенный 1878 году.
- На северной окраине села расположен памятник природы «Утиное озеро», вытянутое в длину на 600 метров. Флора и фауна озера насчитывает 94 вида растений и 22 вида птиц.